# Gheorghi Gheorghevici Elcianinov
Gheorghi Gheorghevici Elcianinov (în rusă Георгий Георгиевич Елчанинов) (n. 1870 – d. 1931) a fost unul dintre generalii Armatei Țariste Ruse din Primul Război Mondial.
A îndeplinit funcția de comandant al Corpului 8 Armată rus în campania acesteia din România, având gradul de general-locotenent.:p. 181